# Мідвест-емо
Мідвест-емо — піджанр емо-музики, який також називають «емо другої хвилі», що відрізняється меланхолійним звучанням, а також контрастними переходами від м'якого до гучного звучання. З'явився у 1990-х на Середньому Заході США.

## Характеристика
За словами критика The Chicago Reader Леора Галіла, групи «другої хвилі емо-сцени» Середнього Заходу «трансформували злісливий емо з Вашингтона в щось податливе та мелодійне». Втілюючи в собі елементи інді-року, жанр також характеризується «сумними акордовими прогресіями» та арпеджованими гітарними мелодіями. Мідвест-емо також зазвичай асоціюється з елементами мат-року.
Визначені риси Мідвест-емо виявилися легкоз'єднуваними з іншими жанрами андерграунд музики. Група World Is a Beautiful Place & i Am No Longer Afraid to Die змішувала звучання Мідвест-емо з пост-роком та оркестром. Інші гурти, такі як Patterns Make Sunrise, The Pennikurvers та Everyone Asked About You, привнесли елементи тві-попа та інді-попа до жанру Мідвест-емо.

## Історія
Емо сцена Середнього Заходу стала відомою в середині 1990-х років завдяки таким групам, як American Football, Chamberlain, The Promise Ring.Cap'n Jazz,Cursive. Mineral та The Get Up Kids. 
Мідвест-емо пережило помітне відродження наприкінці 2000-х років, завдяки таким лейблам, як Count Your Lucky Star Records, а також новим гуртам, як CSTVT, Oliver Houston, Into It. Over It., Algernon Cadwallader та Snowing.